# ایاز صادق
ایاز صادق (اردو: سردار اياز صادق؛ زادهٔ ۱۷ اکتبر ۱۹۵۴) سیاستمدار اهل پاکستان است. وی از سال ۲۰۱۳ تا ۲۰۱۸ رئیس مجلس ملی پاکستان بوده‌است.